# Plaza de toros de Los Califas
La Plaza de toros de Los Califas è una plaza de toros che si trova a Cordova e che viene usata per gli spettacoli di tauromachia.
L'arena è stata inaugurata il 9 maggio 1965 con una corrida benefica alla quale partecipò anche il matador Manuel Benítez, detto El Cordobés. L'arena può ospitare fino a 17.000 persone.